# 平知康
平 知康（たいら の ともやす）は、平安時代末期から鎌倉時代初期にかけての武士・院近臣。壱岐守・平知親の子。検非違使・左衛門尉。『平家物語』では鼓判官（つづみのほうがん）の異名で知られる。

## 略歴
北面武士であり、検非違使に任官している。九条兼実は『玉葉』治承五年一月七日条（1181年）において「法皇近日第一近習者」と評しており、後白河法皇に深く気に入られていた。鼓の名手であり、『愚管抄』では「ツヽミノ兵衛」という異名を記している。
寿永2年（1183年）、源義仲が平家を追い入京すると、知康は義仲と源行家の初の院参を扶持している。しかし義仲と後白河法皇は対立するようになった。『吉記』によるとこの頃知康は神がかりのような状態になっており、伊勢大神宮からの神託があったなどと触れ回っていたという。法皇は院御所の法住寺殿に兵を集めて、公然と義仲に対決姿勢を示した。法皇方は義仲に洛外退去を要求し、「応じねば追討の宣旨を下す」と通告した。怒った義仲は寿永2年11月19日（1184年1月3日）、法住寺殿を攻撃した。法皇方はさんざんに敗れて、後白河院は義仲に捕らえられ幽閉されてしまった（法住寺合戦）。『愚管抄』では大江公朝とともに合戦に関わったとされているが、他の史料には知康の名前はない。ただし『吾妻鏡』建仁二年六月二十五日条には北条政子の発言として「その根元は知康が凶害より起こるなり」と原因が知康にあったとしている。
元暦2年（1185年）6月22日には六条河原において平宗盛・平清宗の首を受け取っている。在京していた源義経に近づき、『吾妻鏡』では義経の腹心の一人であるとされている。源頼朝と義経が不和になり、義経が都落ちすると、知康は再び解官されてしまう。
元暦3年（1186年）、知康は義経との関係を弁明するために鎌倉へ下向した。頼朝は扱いに困って法皇に問い合わせたが、法皇は関知しないと返答してきた。このため知康は鎌倉に留め置かれることとなり、2代将軍・源頼家の蹴鞠相手などとしての活動が見られる。建仁2年（1202年）の頼家主催の蹴鞠の会では帷子で雨水を受けるなどの滑稽な動作で座を沸かし、北条時連には「連」と言う字が銭につながる下賤な字であるとして改名をすすめ、時連は「時房」と名を改めることとなった。蹴鞠の会に招待された政子は、経歴に問題がある知康が頼家の側近となっていることに不快感を表したという。建仁3年（1203年）に頼家が追放され伊豆国修禅寺に幽閉されると、知康は帰洛した。

## 平家物語における知康
『平家物語』では、法住寺合戦のキーパーソンとして扱われており、知康の私怨が原因で合戦に至ったとされる。
知康が法皇に派遣され、兵の乱暴狼藉を鎮めるよう求めたところ、義仲から「和殿が鼓判官といふは、万（よろず）の人に打たれたか、張られたか」と尋ねられた。これを愚弄されたと考えた知康は法皇に義仲討伐を進言した。軍奉行に任じられた知康は鎧を着ずに四天王を描いた甲のみをかぶって金剛鈴と鉾を持って舞い踊った。周囲の人々は天狗がついたと噂したという。
知康は院宣の絶対性を強調したものの、法皇方は義仲の軍勢によってあえなく破られてしまう。その後鎌倉の源頼朝のもとに大江公朝が弁明に向かい、法住寺合戦の原因は知康にあり、知康は違勅のものだと述べる。これを受けて知康は弁明のために鎌倉に向かうが、頼朝には相手にされず、帰京して伏見稲荷大社付近で余生を送ったとされる。

## 関連作品
テレビドラマ
- 『草燃える』（1979年、NHK大河ドラマ、演：津村隆）
- 『義経』（2005年、NHK大河ドラマ、演：草刈正雄）
- 『鎌倉殿の13人』（2022年、NHK大河ドラマ、演：矢柴俊博）